# 이천공
이천공(李天空, 1952년 ~ )은 대한민국의 역술인이자 유튜버이다. 일각에서 윤석열의 멘토라고 주장되며, 친분이 있다. 학력은 초등학교 2학년 중퇴로 사실상 무학이나 다름없다.